# 에드워드 칠루피아
에드워드 칠루피아 주니어(영어: Edward Chilufya Jr., 1999년 9월 17일 ~ )는 잠비아의 프로 축구 선수로, 덴마크 수페르리가 클럽 미트윌란과 잠비아 국가대표팀에서 미드필더로 활약하고 있다.

## 구단 경력

### 유르고르덴 IF
잠비아의 음판데 아카데미를 졸업한 칠루피아는 2017년 6월부터 유르고르덴에서 훈련을 시작했으며, 2018년 2월 15일, 유르고르덴과 첫 프로 계약을 체결했다. 2018년 3월 12일, 스웨덴컵이 1-0으로 이긴 BK 헤켄과의 경기에서 유르고르덴 소속으로 프로 데뷔 전을 치렀다. 2018년 5월 24일 IFK 예테보리와의 경기에서 알스벤스칸에서의 리그 데뷔 전을 치렀다.

### 미트윌란
2022년 1월 30일, 칠루피아는 덴마크 수페르리가의 미트윌란과 계약을 맺고 2026년 12월까지 헤르닝에 머물게 된다.
2023년 9월 1일, 칠루피아는 스웨덴으로 돌아와 BK 헤켄과 1년 임대 계약을 체결했다. 그는 임대 기간이 끝난 후 2024년 여름에 미트윌란으로 돌아왔다.

## 국가대표팀 경력
칠루피아는 2017년 아프리카 U-20 네이션스컵에 잠비아 U-20 축구 국가대표팀을 대표로 출전했다. 그는 2017년 3월 12일, 세네갈 U-20 축구 국가대표팀과의 결승전에서 득점을 기록하며 잠비아의 대회 우승을 도왔다. 칠루피아는 4골을 기록하며 대회 공동 득점왕에 올랐다. 칠루프야는 또한 2017년 FIFA U-20 월드컵에 잠비아 U-20 대표로 출전하여 팀이 대회 8강에 오르도록 도왔다. 그는 또한 잠비아 U-20 2017년 COSAFA U-20 컵에 3번 출전했다.
칠루피아는 2017년 10월 7일, 나이지리아와의 2018년 FIFA 월드컵 예선 경기를 위해 잠비아 축구 국가대표팀에 소집되었지만 서류 문제 때문에 명단에 이름을 올리지 못했다. 그는 2020년 10월 9일 케냐와의 친선 경기에서 2-1로 패하며 데뷔 전을 치렀다.